# Phtuaria fimbriae
Phtuaria fimbriae (лат.) — ископаемый вид хальцидоидных наездников, единственный в составе  рода Phtuaria и подсемейства Phtuariinae (Aphelinidae). Эоценовый балтийский янтарь (возраст около 40 млн лет).

## Описание
Микроскопического размера паразитические наездники. Длина тела 0,61 мм. Скапус в 9,5 раза длиннее своей ширины. Переднее крыло в 2,4 раза длиннее своей ширины. Вид был впервые описан в 2015 году американскими энтомологами Роджером Бурксом (Roger A. Burks), Джоном Херати (John M. Heraty), Джоном Пинто (John D. Pinto;  Department of Entomology, University of California, Riverside, Калифорния, США) и Дэвидом Гримальди (Division of Invertebrate Zoology, American Museum of Natural History, Нью-Йорк, США). Виды Phtuaria fimbriae, Glaesaphytis interregni и Centrodora brevispinae стали первыми ископаемыми представителями всего семейства афелиниды.